# Acacia rostellifera
Espèce
Acacia rostellifera est une espèce de plantes à fleurs de la famille des Fabacées. C'est un arbuste ou un petit arbre endémique en Australie-Occidentale.

## Description
Il se reproduit généralement par des drageons souterrains. En raison de ce drageonnage, l'espèce forme souvent des taillis qui excluent toutes les autres espèces. C'est le plus haut acacia de sa région, il peut atteindre 10 mètres de haut mais les spécimens de plus de 3 mètres sont rares car il y a souvent des feux de brousse dans ces régions. Le feu brûle les plantes jusqu'au sol, mais les souches reprennent vigoureusement.

## Répartition
On le trouve le long de la côte ouest jusqu'à Kalbarri au nord, et le long de la côte sud, jusqu'à Israelite Bay à l'est.